# گئورگی دونکوف
گئورگی دونکوف (بلغاری: Георги Донков؛ زادهٔ ۲ ژوئن ۱۹۷۰) بازیکن سابق و مربی فوتبال اهل بلغارستان است.
از باشگاه‌هایی که در آن بازی کرده‌است می‌توان به باشگاه فوتبال بوتو پلوودیو، باشگاه فوتبال انوسیس نئون پارالیمنی، باشگاه فوتبال کلن، باشگاه فوتبال پادربورن، باشگاه فوتبال بوخوم، باشگاه فوتبال لفسکی صوفیه، و باشگاه فوتبال زسکا صوفیه اشاره کرد.
وی همچنین در تیم ملی فوتبال بلغارستان بازی کرده‌است.